# 女里
女里（？—978年），遼景宗近臣，字涅烈袞。辽国官员。契丹人。    

## 生平
女里氏族不明，原为辽世宗积庆宫人。辽穆宗应历初年，为司马小底，累進马群侍中、飞龙使。耶律贤在藩邸，以女里出自本宮，与他私交甚厚。应历十九年（969年）二月，穆宗被杀，女里奔赴耶律贤，率禁军五百护卫联络侍中萧思温、南院枢密使高勳等拥立耶律贤即位为辽景宗。女里以擁立之功加政事令。保寧三年（971年）三月，加契丹行宮都部署。賞赐优渥，加守太尉。北漢英武帝刘继元听说女里受到景宗信任，在女里的生日时必致礼祝贺。女里屡受刘继元厚贿。女里放恣贪污，和政事令萧阿不底都是以贪污受贿著称。二人关系很好。有人穿着枲耳子衬里的毡裘，别人调侃他：“如果遇上女里、阿不底，肯定全都给你剥走了！”一时传为笑谈。二人贪鄙如此。保宁十年（978年），因私藏甲五百属之罪，被有司调查。之后发现其谋害枢密使萧思温（皇后萧绰父）密函，五月，赐死。

## 传说
女里母亲去世，女里丁忧去官。一日，女里到雅伯山见到一个巨人，惶惧而逃。巨人制止了女里，说：「不要害怕。我是地神。你把母亲葬在这里，早至宮殿，必然显貴」。女里听从了巨人的话，于是发迹。女里善于识马，见马迹可辨骏劣。到郊外出行，见到几匹馬得足跡，指着一个说「这是駿馬！」。于是用自己的馬换来那匹马，果然是名馬。

## 延伸阅读
[在维基数据编辑]
 《遼史/卷79》，出自脱脱《遼史》